# Caloptilia leucapennella
Caloptilia leucapennella là một loài bướm đêm thuộc họ Gracillariidae. Loài này có ở khắp châu Âu, ngoại trừ bán đảo Balkan.
Sải cánh dài khoảng 13 mm. The typical form of the adult là một pale yellowish white, but there are variations, ranging to the rufous form f. aurantiella. Con trưởng thành bay từ tháng 7 đến tháng 10 và overwinter.
Ấu trùng ăn Quercus ilex và Quercus robur. Chúng ăn lá nơi chúng làm tổ. The mine starts as a narrow lower-surface epidermal gallery, that widens into an oval, eventually full depth blotch between two side veins. Older larvae live freely, at first in a folded leaf margin, later in a partly rolled leaf tip. They possibly prefer young leaves.